# Cuenca (tartomány)
Cuenca egy tartomány Spanyolországban, Kasztília-La Mancha autonóm közösségben.